# Seán Ó hEinirí
Seán Ó hEinirí (Seán Ó hInnéirghe; en inglés, John Henry) fue un seanchaí (aedo) irlandés. 

## Vida
Seán Ó hEinirí nació el 26 de marzo de 1915 en Cill Ghallagáin (Kilgalligan), en el condado de Mayo, y falleció el 26 de julio de 1998 en el mismo lugar. Sus padres fueron Michael Henry y Mary Connolly. Era de profesión pescador, y hábil remero. Fue seanchaí (aedo), y se lo conocía como seanfhondúir.
Ejercitó su faceta de seanchaí desde pequeño, pues recolectaba cuanta leyenda y narración tradicional podía. Al ganar fama, la Coimisiún Béaloideasa Éireann (Comisión folklórica irlandesa, la cual existió entre 1935 y 1971) envió a Proinnsias de Búrca a recopilar sus historias. En 1975, el doctor Séamas Ó Catháin, del Departamento de folklore irlandés, se ocupó de grabarlo hablando. Este trabajo duró más de diez años, y mucho de ello fue publicado en 1983 en "Scéalta Chois Cladaigh" ("Historias del mar y de la costa") por el Comhairle Bhéaloideas Éireann (Concejo de folklore irlandés).
Ó hEinirí también contribuyó con gran número de palabras y expresiones al diccionario inglés-irlandés del lexicógrafo Tomás de Bhaldraithe, que fue publicado en 1959. Asimismo, nombró más de 800 topónimos para Patrick O' Flanagan, de la Coimisiún Béaloideasa Éireann. Su trabajo fue publicado en 1974 en el libro The living landscape, Kilgalligan, Erris.
Seán apareció en dos producciones de la BBC: en el documental In search of the Trojan War ("En busca de la Guerra de Troya"), de 1985, y en un episodio de la serie The Story of English, ganadora del premio Emmy, de 1986. El 25 de julio del mismo año participó en el programa radial Morning Ireland, de la Raidió Teilifís Éireann (RTÉ).
Ó hEinirí permaneció en su pueblo natal hasta su deceso. Está enterrado en el cementerio de Cill Ghallagáin. Su esposa, Máire, falleció en 2001.